# Крапивновка
Крапивновка (Устье) — река в России, протекает по Ивановской области. Длина реки составляет 13 км. Не судоходна.
Исток находится в лесу западнее населённого пункта Волосачево Тейковского района Ивановской области. Устье реки находится в 109 км от устья Нерли по левому берегу, в Гаврилово-Посадском районе.
Вдоль русла реки расположены населённые пункты (от устья к истоку): деревни Крапивново, Скворцово (Тейковский район), село Нельша, Ергуницы.

## Данные водного реестра
По данным государственного водного реестра России относится к Окскому бассейновому округу, водохозяйственный участок реки — Нерль от истока и до устья, речной подбассейн реки — бассейны притоков Оки от Мокши до впадения в Волгу. Речной бассейн реки — Ока.
Код объекта в государственном водном реестре — 09010300812110000032579.